# Hagl (nedbør)
 For alternative betydninger, se hagl. (Se også artikler, som begynder med hagl)
Hagl er frossen næsten kugleformet is, der falder som nedbør.
Et hagl dannes ved at en regndråbe fryses til is i luften. Evt. kan opdriftsvinde sende haglet op gennem skyerne flere gange, hvorved mere vand påfryses haglet. Hagl er normalt kun et par millimeter i diameter.[kilde mangler]
Verdens tungeste hagl faldt i Coffeyville, Kansas 3. september 1970. Det vejede 770 gram og havde en radius på 14,5 cm (dvs. at diameteren var 29 cm). Det største hagl faldt i Aurora, Nebraska 22. juni 2003 med en radius på 17,8 cm , men dets masse var mindre end Coffeyvilles hagl. Den 27 oktober, 2020, blev Misratah i Libyen ramt af 17 cm store hagl.
- Stort hagl med vekslende lag af klar og uklar is
- Haglskadet æble
- Ødelagte vinstokke i Kroatien
- Et 7,9 tommer (20 cm) stort hagl fra South Dakota